# Lijst van rijksmonumenten in de Lange Niezel
Een overzicht van de 17 rijksmonumenten in de Lange Niezel in Amsterdam.
| Object                                                      | Oorspronkelijke functie? | Bouwjaar                             | Architect | Locatie          | Coördinaten?                  | Nr.? | Afbeelding                                                  |
| ----------------------------------------------------------- | ------------------------ | ------------------------------------ | --------- | ---------------- | ----------------------------- | ---- | ----------------------------------------------------------- |
| Huis met latere gevel onder klokvormige top met rollagen    | Gebouw                   | 17e eeuw of ouder                    |           | Lange Niezel 3   | 52° 22' 31" NB, 4° 53' 54" OL | 3880 | Meer afbeeldingen                                           |
| Pand met halsgevel                                          | Gebouw                   | tweede kwart 18e eeuw                |           | Lange Niezel 7   | 52° 22' 30" NB, 4° 53' 54" OL | 3881 | Meer afbeeldingen                                           |
| Huis met klokgevel                                          | Gebouw                   | 17e eeuw (huis) 18e eeuw (klokgevel) |           | Lange Niezel 11A | 52° 22' 30" NB, 4° 53' 55" OL | 3882 | Meer afbeeldingen                                           |
| Huis met gevel onder klokvormige rollagentop                | Gebouw                   | 17e/18e/19e eeuw                     |           | Lange Niezel 13  | 52° 22' 30" NB, 4° 53' 55" OL | 3883 | Meer afbeeldingen                                           |
| Vierraamshuis met originele etage-woningen                  | Gebouw                   | 18e/19e eeuw                         |           | Lange Niezel 15  | 52° 22' 30" NB, 4° 53' 55" OL | 3884 | Vierraamshuis met originele etage-woningen                  |
| Pand met halsgevel                                          | Gebouw                   | eerste helft 18e eeuw                |           | Lange Niezel 21  | 52° 22' 30" NB, 4° 53' 56" OL | 3885 | Meer afbeeldingen                                           |
| Pand met gevel onder rechte lijst                           | Gebouw                   | eerste helft 19e eeuw                |           | Lange Niezel 23  | 52° 22' 30" NB, 4° 53' 56" OL | 3886 | Meer afbeeldingen                                           |
| Huis met gevel in mengsel van stijlen                       | Gebouw                   | 17e eeuw (gevelsteen)                |           | Lange Niezel 25  | 52° 22' 30" NB, 4° 53' 56" OL | 3887 | Huis met gevel in mengsel van stijlen                       |
| Pand met klokgevel                                          | Gebouw                   | 18e/19e eeuw                         |           | Lange Niezel 27  | 52° 22' 30" NB, 4° 53' 56" OL | 3888 | Pand met klokgevel                                          |
| Pand met gevel onder rechte lijst                           | Gebouw                   | eerste helft 19e eeuw                |           | Lange Niezel 4   | 52° 22' 30" NB, 4° 53' 54" OL | 3889 | Meer afbeeldingen                                           |
| Pand met gevel onder rechte lijst met consoles en triglyfen | Gebouw                   | ca. 1800                             |           | Lange Niezel 6   | 52° 22' 30" NB, 4° 53' 54" OL | 3890 | Pand met gevel onder rechte lijst met consoles en triglyfen |
| Pand met gevel onder rechte lijst met consoles              | Gebouw                   | derde kwart 19e eeuw en ouder        |           | Lange Niezel 8   | 52° 22' 30" NB, 4° 53' 54" OL | 3891 | Meer afbeeldingen                                           |
| Huis waarvan de pilastergevel                               | Gebouw                   | 17e/19e eeuw                         |           | Lange Niezel 12  | 52° 22' 30" NB, 4° 53' 55" OL | 3892 | Upload foto                                                 |
| Pand met gevel onder rechte klossenlijst                    | Gebouw                   | eerste helft 19e eeuw                |           | Lange Niezel 14  | 52° 22' 30" NB, 4° 53' 55" OL | 3893 | Meer afbeeldingen                                           |
| Pand met gevel onder rechte lijst                           | Gebouw                   | 18e/19e eeuw                         |           | Lange Niezel 16  | 52° 22' 30" NB, 4° 53' 55" OL | 3894 | Meer afbeeldingen                                           |
| Pand met eenvoudige klokgevel                               | Gebouw                   | 17e/18e/19e eeuw                     |           | Lange Niezel 22A | 52° 22' 29" NB, 4° 53' 56" OL | 3895 | Upload foto                                                 |
| Pand met gevel met doorlopende lisenen                      | Gebouw                   | 1646                                 |           | Lange Niezel 24  | 52° 22' 29" NB, 4° 53' 56" OL | 3896 | Pand met gevel met doorlopende lisenen                      |